# Vidhan Sabha
Vidhan Sabha hay còn được gọi là Nghị viện lập pháp là hạ viện (với các tiểu bang có lưỡng viện) hoặc độc viện (với các tiểu bang đơn viện) của lập pháp bang trong các tiểu bang khác nhau của Ấn Độ.
Thành viên của Vidhan Sabha là người đại diện cho người dân tiểu bang và được các cử tri trên 18 tuổi tại tiểu bang bầu ra. Theo Hiến pháp Ấn Độ Vidhan Sabha có tối đa 500 thành viên và tối thiểu là 60 thành viên. Tuy nhiên trong một số tiểu bang được Quốc hội thông qua đạo luật với số thành viên ít hơn 60 là Goa, Sikkim, Mizoram và Lãnh thổ Liên bang Puducherry. Tại một số tiểu bang thống đốc bang có thể cử 1 thành viên đại diện cho sắc dân thiểu số, ví dụ cộng đồng người Anh-Ấn nếu thủ hiến thấy số đại diện thiểu số không phù hợp trong Vidhan Sabha. Thành viên trong Vidhan Sabha được gọi chung là đại biểu Nghị viện lập pháp hoặc MLAs.
Mỗi Vidhan Sabha có nhiệm kỳ 5 năm. Trong tình trạng khẩn cấp nhiệm kỳ có thể kéo dài hơn 5 năm nhưng không quá 6 tháng hoặc giải tán trước khi kết thúc nhiệm kỳ do thống đốc bang theo sự yêu cầu của Thủ hiến. Hoặc có thể bị giải tán nếu cuộc bất tín nhiệm được thông qua trong đó phe đa số hoặc liên minh bị chống lại.

## Thành viên
Để trở thành đại biểu Vidhan Sabha phải đạt đủ các điều kiện sau:
- Là công dân Ấn Độ, tối thiểu 25 tuổi.
- Có tinh thần ổn định và không bị phá sản.
- Không có bản án hình sự chống lại bản thân.

Người phát ngôn (Chủ tịch) của Vidhan Sabha người chịu trách nhiệm cho tiến hành công việc tổ chức, và Phó phát ngôn là chủ toạ khi không có Phát ngôn viên. Chủ tịch Vidhan Sabha hoạt động như chủ tọa trung lập trong các phiên tranh luận và thảo luận trong viện. Thông thường Chủ tịch là thành viên của đảng đa số.
Vidhan Sabha có quyền tương đương với thượng viện Vidhan Parishad (Hội đồng lập pháp) tiểu bang, ngoại trừ trong lĩnh vực dự thảo thì Vidhan Sabha có quyền tối cao.

## Quyền đặc biệt của Vidhan Sabha
Một kiến nghị bất tín nhiệm chống lại chính quyền bang được đưa ra tại Vidhan Sabha. Nếu được thông qua đa số, Thủ hiến bang và hội đồng bộ trưởng bang phải từ chức.
Một dự thảo thuế (dự thảo tiền) chỉ do Vidhan Sabha đề xuất. Tại các tiểu bang lưỡng viện, sau khi Vidhan Sabha thông qua được gửi tới Vidhan Parishad lưu tại đây tối thiểu 14 ngày.
Trong các dự thảo khác Vidhan Sabha chiếm quyền tuyệt đối không có cuộc họp chung 2 viện, nhưng Vidhan Parishad có thể hoãn không thông qua trong tối đa là 4 tháng (3 tháng cho việc thông qua lần thứ nhất và 1 tháng cho việc thông qua lần thứ 2). 

## Danh sách Vidhan Sabha
| Vidhan Sabha (Nghị viện lập pháp) | Địa điểm/Thủ phủ bang | Số ghế |
| --------------------------------- | --------------------- | ------ |
| Andhra Pradesh                    | Hyderabad             | 175    |
| Arunachal Pradesh                 | Itanagar              | 60     |
| Assam                             | Dispur                | 126    |
| Bihar                             | Patna                 | 243    |
| Chhattisgarh                      | Raipur                | 91     |
| Delhi                             | New Delhi             | 70     |
| Goa                               | Panaji                | 40     |
| Gujarat                           | Gandhinagar           | 182    |
| Haryana                           | Chandigarh            | 90     |
| Himachal Pradesh                  | Shimla                | 68     |
| Jammu and Kashmir                 | Srinagar              | 87     |
| Jharkhand                         | Ranchi                | 150    |
| Karnataka                         | Bengaluru             | 225    |
| Kerala                            | Thiruvananthapuram    | 141    |
| Madhya Pradesh                    | Bhopal                | 230    |
| Maharashtra                       | Mumbai                | 288    |
| Manipur                           | Imphal                | 60     |
| Meghalaya                         | Shillong              | 60     |
| Mizoram                           | Aizawl                | 40     |
| Nagaland                          | Kohima                | 60     |
| Odisha                            | Bhubaneshwar          | 147    |
| Puducherry                        | Pondicherry           | 30     |
| Punjab                            | Chandigarh            | 117    |
| Rajasthan                         | Jaipur                | 200    |
| Sikkim                            | Gangtok               | 32     |
| Tamil Nadu                        | Chennai               | 235    |
| Telangana                         | Hyderabad             | 113    |
| Tripura                           | Agartala              | 60     |
| Uttarakhand                       | Dehradun              | 71     |
| Uttar Pradesh                     | Lucknow               | 403    |
| Tây Bengal                        | Kolkata               | 295    |
| Tổng                              | -                     | 4121   |